# Насіковський Петро Петрович
Петро́ Петро́вич Насіко́вський — командир авіаційної ланки ескадрильї спеціального призначення на вертольотах Спеціального авіаційного загону Оперативно-рятувальної служби цивільного захисту Державної служби України з надзвичайних ситуацій.
9—10 травня 2014-го льотчики, із ризиком для життя, перевезли воду та продукти до Маріуполя, де точилися запеклі бої, в українських же вояків у місті майже не лишилося провізії. Ці льотчики — бортовий авіатехнік Вадим Вуйський, командир літака Анатолій Мартюх, пілот Олександр Щука, командири авіаційної ланки Петро Насіковський й Сергій Стельмах.

## Нагороди
15 липня 2014 року — за особисту мужність і героїзм, виявлені у захисті державного суверенітету та територіальної цілісності України, вірність військовій присязі під час російсько-української війни, відзначений — нагороджений орденом «За мужність» III ступеня.